# Sunrise (Simply Red)
Sunrise is een nummer van de Britse band Simply Red uit 2003. Het is de eerste single van hun achtste studioalbum Home. De melodie en de brug van het nummer zijn gesampled uit het nummer I Can't Go for That (No Can Do) van Hall & Oates uit 1981.
Het nummer werd een hit in Europa, Canada en Oceanië. In het Verenigd Koninkrijk haalde het de 7e positie. In de Nederlandse Top 40 haalde het de 4e positie, en in de Vlaamse Ultratop 50 de 35e.

## NPO Radio 2 Top 2000
| Nummer met noteringen in de NPO Radio 2 Top 2000 | '06  | '07  | '08  | '09  | '10  | '11  | '12  | '13  | '14  | '15  | '16  | '17  | '18  | '19  | '20  | '21  | '22  |
| ------------------------------------------------ | ---- | ---- | ---- | ---- | ---- | ---- | ---- | ---- | ---- | ---- | ---- | ---- | ---- | ---- | ---- | ---- | ---- |
| Sunrise                                          | 1239 | 1537 | 1921 | 1443 | 1442 | 1495 | 1632 | 1490 | 1809 | 1615 | 1888 | 1863 | 1602 | 1768 | 1744 | 1784 | 1940 |

1. ↑  Een vetgedrukt getal geeft de hoogste notering aan.
2. ↑  2006 was het eerste jaar met een notering voor dit nummer.
3. ↑  Deze tabel is bijgewerkt tot en met de laatste editie (2024).